# أنربك
أنربك "الإسكندرية الوطنية للتكرير والبتروكيماويات" أو (بالإنجليزية: ANRPC - Alexandria National Refining & Petrochemicals Co)‏ هي إحدى شركات قطاع البترول المصري, والتي تأسست عام 1999 كشركة مساهمة مصرية، وفقا لأحكام قانون ضمانات وحوافز الاستثمار رقم 8 لسنة 1997.

## نشاط الشركة
إنشاء وإدارة وتشغيل وحدات إنتاجية في مجال تكرير البترول والتصنيع والبتروكيماويات لإنتاج منتجات بترولية وبتروكيماوية متنوعة وعالية الجودة.

## أهداف الشركة
في ضوء سياسة وزارة البترول والثروة المعدنية المصرية تتمثل أهداف الشركة في زيادة الإنتاج من المواد الخالية من الإضافات والبنزين عالي الأكتان وفقا لتوجيهات الدولة لحماية البيئة، لتغطية الطلب المتزايد في السوق المحلية وتصدير الفائض للخارج، محققة التكامل الأفقي بين مصافي البترول والصناعات البتروكيماوية والبترولية سواء الأساسية والمتخصصة، ولزيادة القيمة المضافة.

## المساهمين
يساهم في رأسمال الشركة كل من:
- الهيئة المصرية العامة للبترول
- الإسكندرية للبترول
- مصر للتأمين
- مصر لتأمينات الحياة

## رؤساء الشركة
- سيد الراوي
- صلاح جابر بهنسي.[1]
- ك/عصام شاهين.[2]
- محمد علي حسنين.[3]
- أحمد أبو الروح.[4]
- عوض أبو هلب.[5]
- نصر عبد الحليم.[6]
- محمد نسيم.[7]
- أحمد الصاوي.[8]
- عبد المجيد عارف.[9]